# Hertig av Rothesay

Den nuvarande hertigens av Rothesay vapensköld

Hertig av Rothesay är en hertigtitel som traditionellt tilldelats kungariket Skottlands tronföljare. Sedan 1707 års union mellan Skottland och England tillfaller titeln Storbritanniens tronföljare.
Subsidiärtitlar är Earl av Carrick, Baron av Renfrew och Lord of the Isles. Hertigen av Rothesay är prins av Skottland och innehar ämbetet Great Steward of Scotland.
Rothesay är huvudort på ön Bute på skotska västkusten, men likt flertalet nu existerande brittiska hertigtitlar är titeln inte knuten till någon egendom som utgör hertigdöme. 

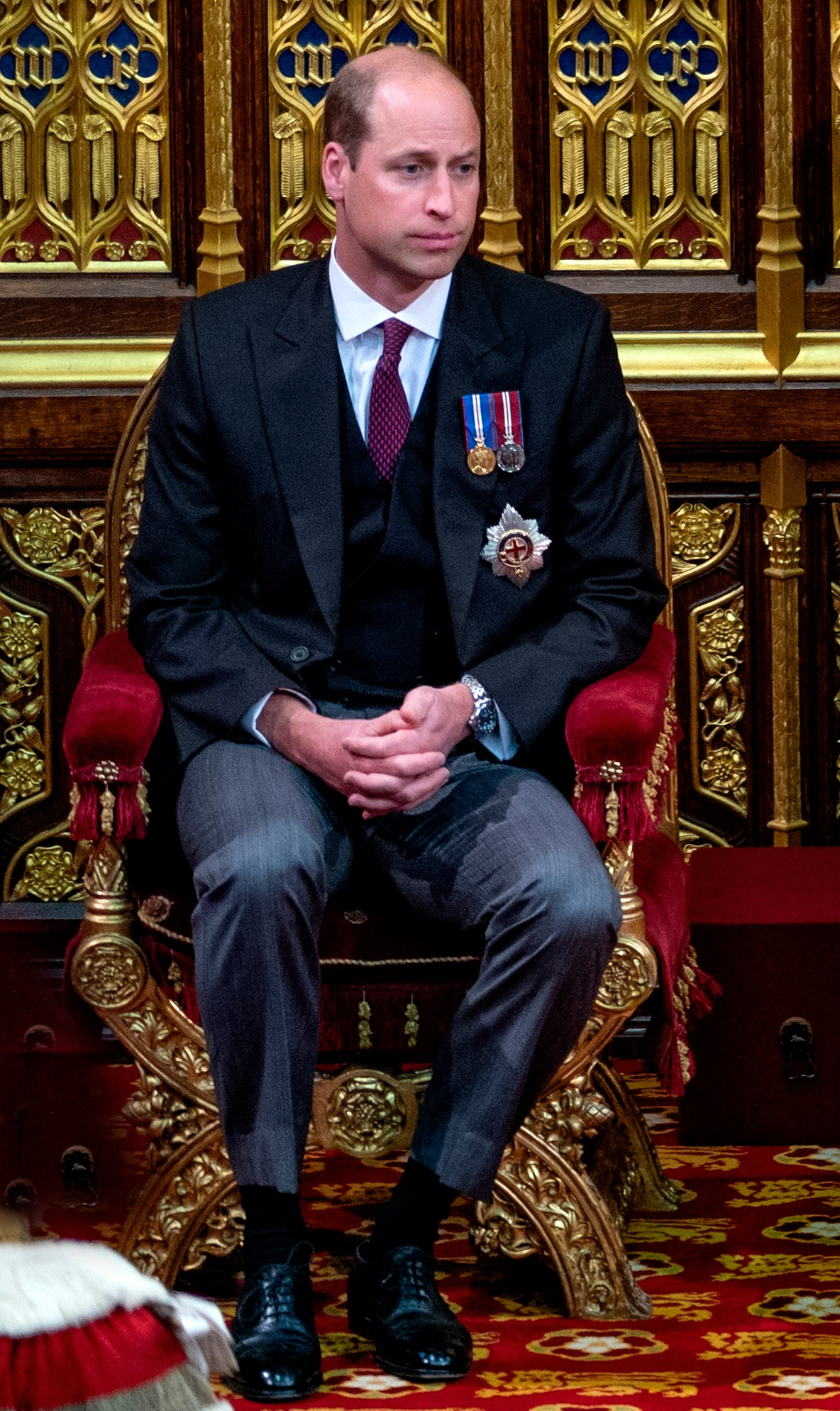
Den nuvarande hertigen av Rothesay, prins William

Den nuvarande titelinnehavaren är prins William, och under hans vistelser i Skottland tilltalas prinsen företrädesvis som Hans kungliga höghet prins William, hertigen av Rothesay (His Royal Highness, The Prince William, Duke of Rothesay). Titeln prins av Wales, som annars är den mest kända av Williams titlar, används inte i formella sammanhang i Skottland.

## Historik
Den förste hertigen av Rothesay var David Stewart, son till Robert III av Skottland. Han förlänades titeln 1398 men avled barnlös redan 1406, varvid titeln övergick till hans yngre bror Jakob, sedermera Jakob I av Skottland. Sedan dess har titeln tillfallit tronarvingen, vilket 1469 befästes i lag av skotska parlamentet. Lagen fastställde även titlarna Earl av Carrick och baron av Renfrew som tronarvingens subsidiärtitlar.
Slutligen beslutade parlamentet även att tronarvingen skulle inneha ämbetet som Great Steward of Scotland. Ämbetet uppstod på 1200-talet, men kom genom den blivande Robert II att förknippas med tronarvingen. Därigenom knöts det också till bärarens prinstitel, och skrivs därför vanligen som Prince and Great Steward of Scotland.
Genom beslut av Jakob V 1540 är hertigen av Rothesay även Lord of the Isles.

## Successionsordning
Successionsordningen för hertigtiteln och de tre subsidiärtitlar som knutits till den genom 1469 års lag säger att titeln i evig tid skall ärvas av den förstfödde prinsen av skottarnas konung, eller dennes arvingar ("the first-born Prince of the King of Scots for ever"). Trots att lagen specifikt nämner monarken som "konung" har även regerande drottningars äldsta söner förlänats hertigdömet. Begreppet "prins" anses däremot inte inkludera kvinnor. Elizabeth II av Storbritannien var således aldrig själv hertiginna av Rothesay under sin tid som tronarvinge.

## Vapensköld
Hertigen av Rothesays vapensköld är, kvadrerat, i första och fjärde fältet the Great Steward's of Scotland vapen, i andra och tredje fältet the Lord's of the Isles vapen, belagt med den skotske tronarvingens vapen som hjärtsköld.

## Personer som burit titeln
| Hertig av Rothesay           | Förälder     | Från                                  | Till                                     |
| ---------------------------- | ------------ | ------------------------------------- | ---------------------------------------- |
| David Stewart                | Robert III   | 1398 (adelsbrev)                      | 1402 (död)                               |
| Jakob Stewart                | Robert III   | 1402 (brodern Davids död)             | 1406 (tillträdde tronen som Jakob I)     |
| Alexander Stewart            | Jakob I      | 1430 (födelse)                        | 1430 (död)                               |
| Jakob Stewart                | Jakob I      | 1430 (tvillingbrodern Alexanders död) | 1437 (tillträdde tronen som Jakob II)    |
| Jakob Stewart                | Jakob II     | 1452 (födelse)                        | 1460 (tillträdde tronen som Jakob III)   |
| Jakob Stewart                | Jakob III    | 1473 (födelse)                        | 1488 (tillträdde tronen som Jakob IV)    |
| Jakob Stewart                | Jakob IV     | 1507 (födelse)                        | 1508 (död)                               |
| Arthur Stewart               | Jakob IV     | 1509 (födelse)                        | 1510 (död)                               |
| Jakob Stewart                | Jakob IV     | 1512 (födelse)                        | 1513 (tillträdde tronen som Jakob V)     |
| Jakob Stewart                | Jakob V      | 1540 (födelse)                        | 1541 (död)                               |
| Jakob Stuart                 | Maria Stuart | 1566 (födelse)                        | 1567 (tillträdde tronen som Jakob VI)    |
| Henry Frederick Stuart       | Jakob VI     | 1594 (födelse)                        | 1612 (död)                               |
| Karl Stuart, hertig av York  | Jakob VI     | 1612 (brodern Henrys död)             | 1625 (tillträdde tronen som Karl I)      |
| Karl Jakob Stuart            | Karl I       | 1629 (födelse)                        | 1629 (död)                               |
| Karl Stuart                  | Karl I       | 1630 (födelse)                        | 1649 (tillträdde tronen som Karl II)     |
| Jakob Edvard Stuart          | Jakob VII    | 1688 (födelse)                        | 1689 (faderns frånträde från tronen)     |
| George Augustus              | Georg I      | 1714 (faderns trontillträde)          | 1727 (tillträdde tronen som Georg II)    |
| Fredrik Ludvig av Wales      | Georg II     | 1727 (faderns trontillträde)          | 1751 (död)                               |
| George Augustus Frederick    | Georg III    | 1762 (födelse)                        | 1820 (tillträdde tronen som Georg IV)    |
| Albert Edvard                | Victoria     | 1841 (födelse)                        | 1901 (tillträdde tronen som Edvard VII)  |
| Georg                        | Edvard VII   | 1901 (faderns trontillträde)          | 1910 (tillträdde tronen som Georg V)     |
| Edvard                       | Georg V      | 1910 (faderns trontillträde)          | 1936 (tillträdde tronen som Edvard VIII) |
| Charles                      | Elizabeth II | 1952 (moderns trontillträde)          | 2022 (tillträdde tronen som Charles III) |
| William, hertig av Cambridge | Charles III  | 2022 (faderns trontillträde)          |                                          |